# Plaça de Sant Joan (Lleida)
La Plaça de Sant Joan és una plaça catalogada com a monument del municipi de Lleida i inclosa en l'Inventari del Patrimoni Arquitectònic de Catalunya.

## Descripció
Plaça antiga de la ciutat, clàssica, sensiblement rectangular, que és concebuda com un eixamplament de l'eix comercial que va des del Carrer Major al Carrer de la Porta Ferrissa. Com a fita molt important l'església de Sant Joan de Lleida. La resta de cases que la conformen són de planta baixa i cinc pisos que donen una alçada aproximada a la de l'església.

## Història
Des del 1168, el temple ha estat anomenat Sant Joan de la Plaça, la qual ja existia el 1149. La Paeria a mitjans del segle xiv ja volia eixamplar la placeta de Sant Joan, petita i estreta, cosa que es feu el 1440 i, en pocs anys, aparegué una nova plaça, no tan espaiosa com l'actual. Des de l'any 1553 al 1640 s'hi celebraren justes, concursos i festes cortesanes. A les darreries del segle xviii, el corregidor Lluís Blondel feu construir, enmig de la plaça, la monumental font de les sirenes. El 1823 fou canviat el nom de Plaza Real, iniciant tota una sèrie de canvis de nom segons el parer de qui manava. En substituir l'església l'any 1895 s'eixampla la plaça tal com ara hi és. El 1976 aparegueren les restes de Sant Joan Vell, deixant esventrada la plaça.